# 노예제 폐지운동

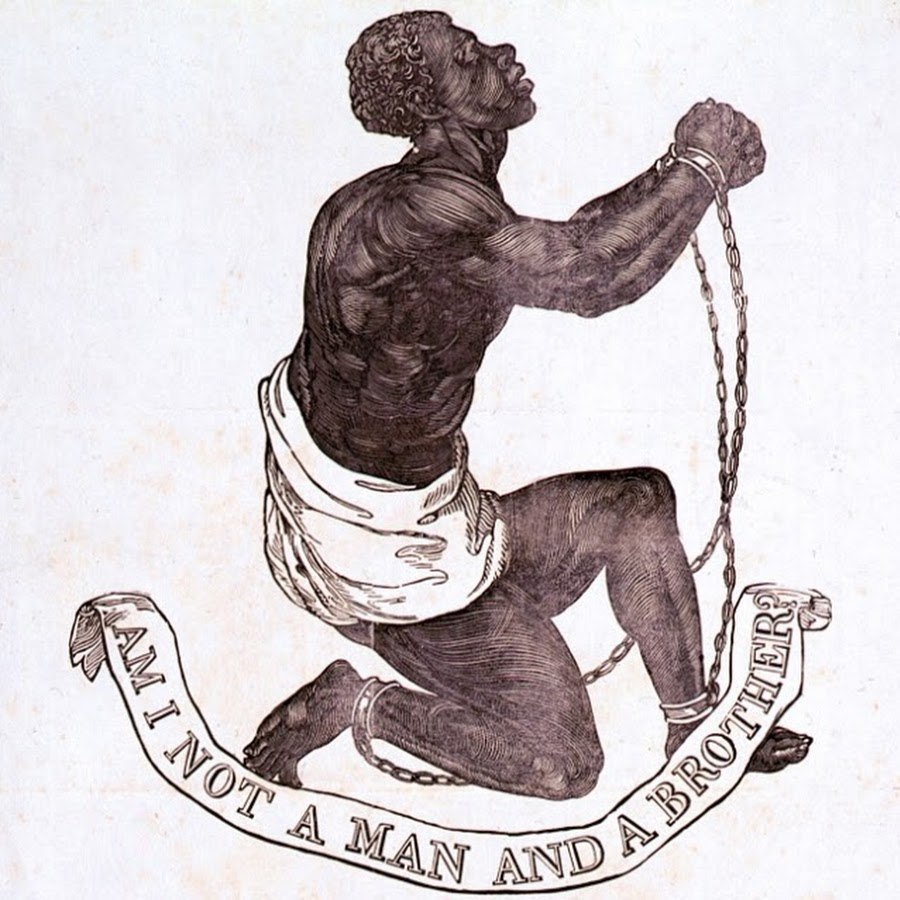

노예제 폐지운동(奴隸制廢止運動, abolitionism)은 19세기에 서유럽과 미국에서 노예 제도의 폐지를 목적으로 전개된 인도주의적 개혁 운동이다.

## 아이티 공화국

### 아이티 혁명
카리브해의  산도밍고(현재 아이티 공화국)는 흑인 노예를 이용한 플랜테이션 농업으로 설탕, 커피, 코코아, 담배를 생산하는 프랑스의 식민지였다. 당시 전 유럽 수요의 절반 이상을 공급하여 프랑스에 막대한 이익을 제공하고 있었다. 그런데 프랑스 혁명 소식을 전해들은 50 여만명의 흑인노예와 혼혈인들이 '자유, 평등, 우애'의 원칙을 산도밍고에도 적용하라고 요구했다. 하지만 프랑스 혁명정부는 인정하지 않았고 흑인들은 이에 무력으로 저항했다. 1791년 8월 22일에 부두교의 고위성직자 투생 루베르튀르가 흑인 노예를 이끌고 봉기를 일으켰다. 1개월간의 혈전으로 백인 1천명, 흑인 1만명 이상이 사망하고 많은 농장이 파괴되었으나 흑인들의 승리로 이어졌다.

### 노예제 폐지
프랑스 혁명정부와 전쟁중이던 영국이 개입하여 함대를 파견했으며 스페인도 침공하였다. 침공세력을 물리치기 위해 프랑스에서 파견된 대표는 산도밍고에 있는 물라토(혼혈인)와 흑인 모두를 자유인으로 선포하며 프랑스 시민으로서의 동등한 권리를 가지도록 하였다. 1793년 8월에 산도밍고의 저항군은 영국함대를 격퇴시켰다. 산도밍고 흑인들의 승리는 전 식민지로 확대되었다. 1794년 2월 4일 프랑스 국민공회는 모든 식민지에서 흑인 노예제의 폐지를 선언하였다.

### 아이티 독립
이후 산도밍고는 프랑스와 갈등끝에 프랑스 관리들을 몰아내고 1801년 7월에 헌법을 제정하며 독립을 선언하였다. 그러나 제1통령 나폴레옹은 1801년 11월에 3만명의 원정대를 파견하여 식민지 재탈환과 노예제를 부활시켜려 했다. 아이티(산도밍고)는 투쟁끝에 프랑스 군을 몰아낸후 1804년 1월1일 정식으로 독립하였다. 이로써 최초의 흑인 공화국이 탄생하였으며 아메리카 대륙에서 미국 다음으로 두 번째로 독립하였으며, 노예제 폐지를 법령화한 최초의 북아메리카 국가가 되었다. 프랑스 혁명의 영향으로 시작된 아이티 혁명과 독립은 미국과 영국의 식민지 노예 반란, 중남미의 탈식민지와 노예제도 폐지에 많은 영향을 주었다.

## 영국

### 노예무역
17세기부터 영국은 노예무역에 뛰어들었고 18세기에 이르러 세계 최대의 노예무역국이 되었다. 1750년에 노예제는 13개 아메리카 식민지 전체에서 합법적인 제도였으며, 삼각 무역과 서인도 대농장의 이익은 산업 혁명 당시 영국 경제의 5%를 차지하였다. 영국의 주요 항구에서는 노예무역으로 인해, 수천 명의 고용창출과 수백 척의 선박 건조 및 유지 수요가 발생하여 영국 경제에 중요한 비중을 차지했다. 그러나 흑인노예들은 실로 비참하고도 비인간적인 대우속에 거매매 이루어졌으며 이들에 대한 실상이 알려지면서 계몽주의자들에 의해 인간존중, 평등사상과 함께 노예폐지론이 대두되었고 18세기 후반에는 이 같은 목소리가 더욱 커졌다.

### 노예무역 폐지

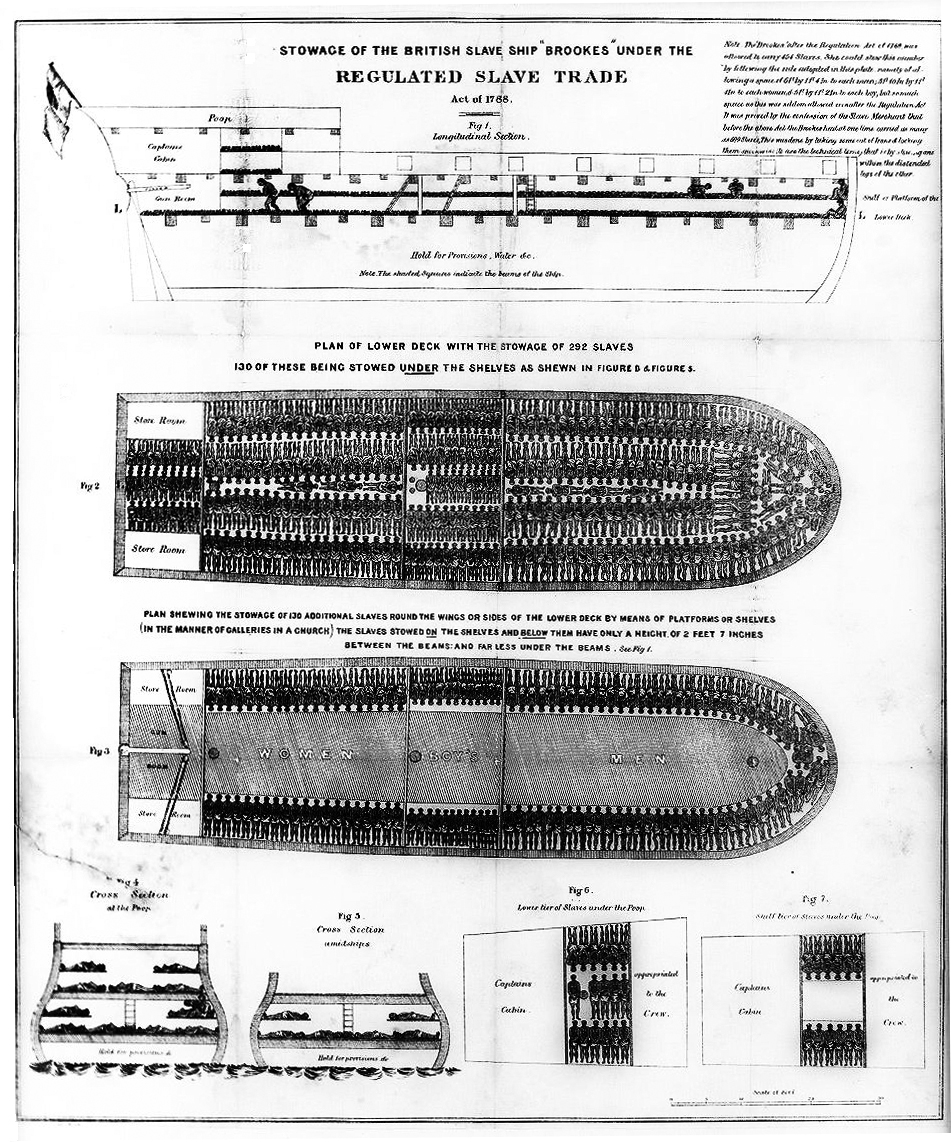
노예 무역선내 아프리카 흑인 노예들

1772년 인도주의자 그랜빌 샤프(Granville Sharp)는 의회에서 노예무역 금지법을 제정할 것을 강력히 요청하면서 이 운동을 이끌었다. 존 뉴턴과 제임스 램지가 1781년에 찰스 미들턴, 토머스 클랙슨, 한나 모어 등과 함께 노예제 폐지 운동에 나섰다. 하원의원으로 활동중이던 윌버포스도 1786년 11월경에 이 운동에 동참하여 다음해에 '노예무역 폐지 협회'를 창설했다. 이들의 최종목표는 노예제 완전폐지였으나 사회적 반발이 예상되었기에 우선 노예무역 폐지를 1차 목표로 삼고 활동했다. 흑인노예들의 참상을 알리며 여론몰이를 하면서 정치쟁점화해나간 결과, 1788년 영국총리 윌리엄 피트가 노예무역 검토를 위한 자문위원회를 설치하기에 이르렀다. 그러나 1791년에 제출된 노예무역 폐지법안은 부결되었다.
1792년에 점진적 폐지방안을 가지고 의원들을 설득하여 하원에서 법안을 통과시켰다. 그러나 이듬해에 프랑스와 전쟁이 벌어지는 바람에 무용지물이 되고 말았다. 이후에도 11차례나 부결되었다. 그러나 20년 가까운 협회의 노력끝에 1807년 2월 23일, 마침내 노예무역 폐지법안이 통과되었다. 이런 결과는 해외에서도 영향을 주었는데, 1802년에 덴마크가, 1807년에 미국이 노예무역을 금지하였다. 1814년에 프랑스도 '1819년부터 노예무역을 금지한다'는 요지의 협정을 영국과 체결했다. 더불어 유럽 여러 나라와 새로 독립한 라틴아메리카 국가들도 노예무역을 금지하였다.

### 노예제 폐지
노예무역 폐지법이 발효되었으나 편법을 통한 노예무역이 지속되었고 서인도제도와 미국 남부의 노예제가 존속하는 한 노예무역의 완전한 근절은 어려운 일이었다. 이에 따라 노예제 폐지론자들은 1823년에 노예제 완전 폐지를 위한 모임인 노예폐지협회를 결성하였다. 협회를 중심으로 민중운동이 펼쳐졌고 1824년 이후에는 노예무역을 해적행위로 간주하여 이를 어긴 자를 극형에 처하게 되었다. 이 과정중에 노예제로 이익을 보고 있던 상인이나 플랜테이션 소유주의 강한 반대에 부딪히기도 했다. 1833년 7월 26일, 대영제국 내의 모든 노예를 1년 내에 해방한다는 법안이 국회를 통과하였다. 영국의 노예제 반대 협회의 노력으로 영국에서 노예 무역이 폐지된 지 200돌을 맞아 2007년에 축하 행사가 열리기도 하였다. 토머스 클라크슨의 반노예제 글이 노예제 폐지에 밑거름이 되긴 하였으나, 성공회 신자인 윌리엄 윌버포스가 노예제 폐지에 상당한 공을 세운 것으로 인정받았다.

## 그밖에 유럽국가
노예 제도 반대 투쟁은 근대 복음주의 기독교인들이 교도소 재소자들의 인권 향상, 주일학교 운동, 아동 노동 반대 등과 더불어 실천하던 기독교사상에 따른 사회개혁 중 하나였다. 기독교인들의 사회 개혁에 대한 열정은 기독교 근본주의의 등장으로 복음주의 기독교인들이 기독교 신앙을 사회 참여를 통해 드러내기보다는 개인에 한정지어서 이해하는 개인주의적인 신앙과 정치와 사회에 관심을 갖지 않음으로써 기존 질서가 아무런 변혁이 없이 그대로 유지되도록 하는 종교적 보수주의인 탈(脫)정치, 사회적인 신앙을 갖게 되면서 침체되는 듯 하였으나 교황 레오 13세가 노동자 헌장을 반포하면서 부흥의 조짐도 나타났다. 다른 유럽 국가들도 1840년대 ~ 1850년대에 거의 대부분 노예 제도를 없앴다.

## 미국

### 노예제 논쟁과 남북전쟁
미국에서는 국내(주로 남부)에서 목화 농사 중심의 농업에 필요한 인력으로 흑인 노예들을 이용했기 때문에 노예 제도는 민감한 문제를 안고 있었다. 목화농사가 지역경제의 중심이라 노예가 꼭 있어야 한다고 주장한 남부에서는 1831년 흑인 내트 터너가 백인지주의 억압에 맞서 봉기를 일으켰다. 북부에서는 흑인들을 저임금 공장 노동자로 흡수하려는 자본가들에 의해 미국 노예제 폐지협회(대표 윌리엄 로이드 개리슨)가 중심이 되어 노예 제도 폐지를 외치면서, 노예 제도 폐지 논쟁은 자본주의가 발달한 북부와 농업 경제가 발전한 남부 간의 심각한 지역 감정으로 치달아 남북전쟁이라는 내전이 일어나기에 이르렀다.

### 미국 개신교의 논쟁
미국 개신교는 노예제 논쟁에서 자유로울 수 없으나, 동시에 노예제를 철폐한 이들 역시 개신교도들이었다. 그 대표적인 인물이 아브라함 링컨으로서, 그는 잘 알려진 개신교 신자였다.

### 흑인 해방 그리고 그림자
초기의 노예 제도 폐지 운동은 대중적 지지 기반의 결여로 1837년 러브조이 암살 사건 등 탄압도 적지 않았으나 1852년 헤리엇 비처 스토의 소설《톰 아저씨의 오두막》이 대 인기를 얻음으로써 비로소 대중의 지지를 확보하였다. 1860년의 대통령 선거 결과 국회위원 시절에 노예제도를 악의 제도라고 비난한 경력이 있는 공화당 후보 에이브러햄 링컨이 당선되고 이에 반발한 남부 11개 주의 잇단 연방 탈퇴로 1861년 ~ 1865년 남북 전쟁이 벌어졌다. 1863년 공포된 노예 해방 선언은 1865년 전쟁이 끝남과 동시에 발효되어, 미국 내의 흑인들은 해방과 자유를 얻었다.
그러나 이러한 해방은 뉴잉글랜드를 중심으로 자본가(부르주아)들이 흑인들을 저임금 노동자로 흡수하기 위해 노예해방을 주장한 북부에만 있었다. 남부에서는 과격 비밀 결사 단체 쿠 클럭스 클랜 (Ku Klux Klan; KKK) 등의 보수적인 남부잔당들이 흑인들을 탄압하였다. 그나마 북부의 흑인들도 신분은 해방되었으나, 상당수가 열악한 노동 조건에서 노동력 착취를 당하는 등 북부의 자본가들에게 종속되는 경향을 보였다. 일하는 장소만 달라졌을 뿐이지 노예이기는 마찬가지였다. 거리 상인으로 종사하는 흑인들은 영업을 해서 번 만큼 가지는 벌어먹기로써 먹고 살던 사람들이라 그래도 나은 편이었다.

## 한국

### 갑오개혁
조선시대 노비가 상민으로 면천하는 방법 중에는 국가의 기득권을 위협할 만한 전쟁이나 자연재해 같은 특수한 상황에서 활약하는 방법이 있었다. 또한 '속오군'에 지원하는 방법이 있었다. 임진왜란을 계기로 신설된 '속오군'은 병농일치제에 따른 체제로서 부자 2대에 걸쳐 '평생동안' 군대에 복무해야 상민으로 해방될 수 있었다. 그리고 노비의 아버지가 조선 정부의 관리일 경우, 노비는 장예원에 심사를 거쳐 상민이 될 수 있었다. 대신에 노비는 '보충대'라는 곳에 입속하여 일정기간을 거쳐야 상민이 될 수 있었다.
노비 해방을 최초로 법으로 도입한 시기는 1894년 갑오개혁이 최초이다. 그러나 아직 사회의 인식이 따라가지 못하여 법만 피하기 위해 머슴이란 이름으로 구색만 맞출 정도의 임금만 지급하거나 지방 유력자들은 갑오개혁을 무시하는 경우가 많았다. 따라서 진보 활동가들은 사회에 노비 해방 분위기를 위해 노력하기 시작한다.

### 노비해방
개화기에 개신교 신자들이 노비해방을 하는 일이 있었다. 여운형은 클라크 선교사의 권유로 그리스도인이 된 후에 노비문서를 불태워버림으로써 집에서 부리던 노비들을 해방하였다. 감리교신문인 《조선 그리스도인 회보》에 양반이 노비를 부리는 것이 교리적으로 볼때 죄가 된다는 신념으로 여성노비를 해방하였으며, 자신의 수양딸로 입양하였다는 이야기가 실렸다.

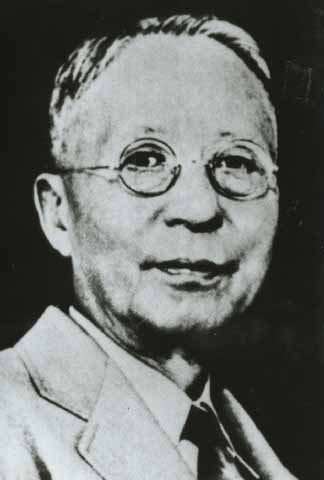
서재필

조선후기에 노비해방에 앞장선 사람은 개화파 정치인 윤치호였다. 1895년 2월 13일 그는 미국 유학을 마치고 귀국 즉시 자기 집의 노비문서를 불에 소각하고, 노비들에게 재산을 주어 독립시켰다. 그때 윤치호의 가족들은 그의 전도를 받고 즉시 대대로 내려온 신주단지를 불태우고 종문서를 불태웠다. 이로서 한국에서 종문서를 제일 먼저 불태운 가문이 되었다. 1895년 12월 서재필 귀국하자 윤치호는 서재필과 함께 노비해방 방안을 계획하였다. 이들은 적당한 시기가 오면 이를 공론화시키기로 작정하고 1897년 이를 독립협회와 만민공동회에 상정하였다.

### 노비 해방 결의
1897년 11월 1일에 독립협회가 개최 한 제 8회 토론회에서 서재필은 노비 해방을 토론주제로 건의하였고, 채택된다. 약 500 명이 참석 한 토론회에서는 열띤 논의가 진행되었다. 윤치호는 노비제도의 폐해와 비 인간성을 구체적 사례를 들면서 설명하는 연설을 하고, 서재필은 미국에서의 아프리카 흑인 노예 들의 참상을 들어 설명하였다. 토론후 투표가 있었는데, 노비해방에 대해 만장일치로 찬성이 나온후 토론회가 종결되었다. 독립협회의 결의에 따라 한성부의 양반 가에서는 노비문서를 불태우고 노비들을 석방시키는 이들이 나타나기 시작하였다. 윤치호와 서재필은 각각 인간은 물건이 아니며 재산이 되어서는 안 된다, 인간의 생명은 하늘이 부여한 것이라고 역설하고 다녔다. 많은 이들이 반대하였으나 노비 해방 풍조가 점차적으로 확산되었다.

## 노예 폐지운동 연표
- 1444년 - 포르투갈의 항구도시 라구스에 노예시장 개설.[1][2]
- 1761년 - 포르투갈 노예제 폐지[28]

- 1794년 - 프랑스 노예자유 선포 (제1공화국 국민공회)[29][30][31][32]
- 1802년 - 프랑스 식민지에 노예제도 재도입 (프랑스가 아이티 침공)
- 1804년 - 아이티 독립 (최초의 흑인 공화국 탄생)[33][34]
- 1807년 - 영국 노예무역 금지
- 1808년 - 미국 노예무역 금지
- 1811년 - 스페인 노예제도 폐지
- 1814년 - 네덜란드 노예매매 폐지
- 1824년 - 대부분의 중남미 신생 독립국에서 노예제도 포기(~1840년)
- 1834년 - 영국 노예제 폐지
- 1843년 - 영국령 인도의 노예제도 폐지
- 1863년 - 미국 노예제 폐지 (남북전쟁중에 노예제 폐지)
- 1888년 - 브라질 노예제 폐지[35]
- 1894년 - 조선 갑오개혁으로 노비해방
- 1948년 - 세계인권선언 (유엔총회에서 노예제 폐지 선언)[36]
- 2007년 - 아프리카 모리타니에서 노예제 폐지 (마지막 노예제 유지국가였다.)[37][38]